# Tipula (Eumicrotipula) enderleinana
Tipula (Eumicrotipula) enderleinana is een tweevleugelige uit de familie langpootmuggen (Tipulidae). De soort komt voor in het Neotropisch gebied.